# Ŧ
Ŧ (minuskuła: ŧ) – 25 litera alfabetu w języku północnolapońskim używanym przez Lapończyków, litera używana także w języku balante w Senegalu. Reprezentuje spółgłoskę szczelinową międzyzębową bezdźwięczną (IPA: θ). Kod Unicode to U+0166 dla "Ŧ" oraz U+0167 dla "ŧ".